# Acidemia isovalérica

Fórmula del aminoácido leucina

La acidemia isovalérica, también llamada aciduria isovalérica, es una rara enfermedad congénita causada una deficiencia de la enzima isovaleril coenzima A deshidrogenasa.

## Causa
La deficiencia de la enzima isovaleril coenzima A deshidrogenasa se debe a una mutación en el gen IVD situado en el cromosoma 15 humano (15q14-15q15).

## Frecuencia
Se estima que se presenta un caso por cada 250.000 nacimientos.

## Herencia

Patrón de herencia asutosómica recesiva

El trastorno se hereda según un patrón autosómico recesivo.

## Fisiopatología
La enzima isovaleril coenzima A deshidrogenasa (EC 1.3.99.10), juega un importante papel en la degradación de las proteínas procedentes de la dieta. La pérdida de su actividad provoca una incapacidad para la metabolización del aminoácido leucina y en consecuencia se producen altos niveles en sangre del ácido isovalérico que alcanza concentraciones tóxicas y afecta al funcionamiento del cerebro y el sistema nervioso central.

## Síntomas
Los síntomas consisten inicialmente en vómitos y acidosis, evolucionando sin tratamiento a letargo, convulsiones, coma y muerte. Las manifestaciones pueden iniciarse en los primeros días de vida, aunque existen formas benignas del mal con sintomatología menos agresiva, inicio más tardío y manifestaciones intermitentes.

## Diagnóstico
El diagnóstico se sospecha por los síntomas y se confirma por la presencia de una concentración elevada de ácido isovalérico en la orina. Existen métodos de cribado neonatal y diagnóstico prenatal. 

## Tratamiento
El tratamiento de la afección se basa en corregir la acidosis mediante la administración de bicarbonato sódico y la realización de una dieta baja en proteínas con suplemento de los aminoácidos glicina y carnitina.